# قرار السنة الجديدة

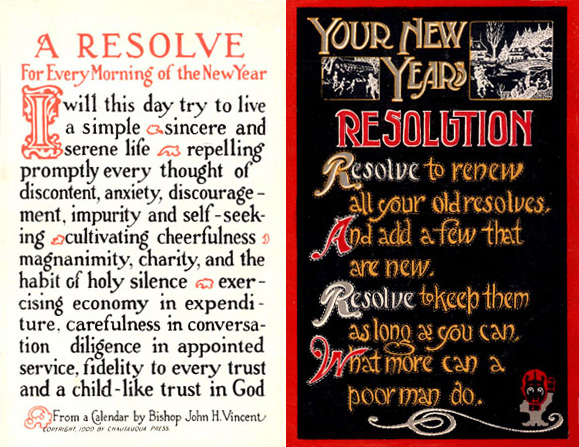

قرار السنة الجديدة (بالإنجليزية: New Year's resolution)‏ هو تقليد شائع في نصف الكرة الأرضية الغربي، ولكنه موجود في نصف الكرة الأرضية الشرقي، حيث يقوم الناس مع بداية كل سنة جديدة بإلزام أنفسهم بوعود لتحسين أنفسهم، والتوقف عن عادة سيئة.

## الأصل الديني
كان الرومان يبدأون كل سنة بتقديم وعود للإله يانوس (وهو إله الأبواب والبدايات الزمنية عندهم). ولأجل هذا السبب سمي شهر يناير بذلك.